# Missy Elliott/Diskografie
Diese Diskografie ist eine Übersicht über die musikalischen Werke der US-amerikanischen Rapperin Missy Elliott. Den Quellenangaben und Schallplattenauszeichnungen zufolge hat sie bisher mehr als 40,1 Millionen Tonträger verkauft, davon allein in ihrer Heimat über 29,5 Millionen. Ihre erfolgreichste Veröffentlichung ist das dritte Studioalbum Miss E… So Addictive mit über 5,4 Millionen verkauften Einheiten.

## Alben

### Studioalben
| Jahr | Titel Musiklabel                           | Höchstplatzierung, Gesamtwochen, AuszeichnungChartplatzierungen (Jahr, Titel, Musiklabel, Platzierungen, Wochen, Auszeichnungen, Anmerkungen) | Höchstplatzierung, Gesamtwochen, AuszeichnungChartplatzierungen (Jahr, Titel, Musiklabel, Platzierungen, Wochen, Auszeichnungen, Anmerkungen) | Höchstplatzierung, Gesamtwochen, AuszeichnungChartplatzierungen (Jahr, Titel, Musiklabel, Platzierungen, Wochen, Auszeichnungen, Anmerkungen) | Höchstplatzierung, Gesamtwochen, AuszeichnungChartplatzierungen (Jahr, Titel, Musiklabel, Platzierungen, Wochen, Auszeichnungen, Anmerkungen) | Höchstplatzierung, Gesamtwochen, AuszeichnungChartplatzierungen (Jahr, Titel, Musiklabel, Platzierungen, Wochen, Auszeichnungen, Anmerkungen) | Höchstplatzierung, Gesamtwochen, AuszeichnungChartplatzierungen (Jahr, Titel, Musiklabel, Platzierungen, Wochen, Auszeichnungen, Anmerkungen) | Anmerkungen                                                   |
| Jahr | Titel Musiklabel                           | DE | AT | CH | UK | US | R&B | Anmerkungen                                                   |
| ---- | ------------------------------------------ | --- | --- | --- | --- | --- | --- | ------------------------------------------------------------- |
| 1997 | Supa Dupa Fly Elektra Records (WEA)        | — | — | — | UK— SilberUK | US3 Platin · (37 Wo.)US | R&B1 (41 Wo.)R&B | Erstveröffentlichung: 15. Juli 1997 Verkäufe: + 2.500.000     |
| 1999 | Da Real World Elektra Records (WEA)        | DE20 (16 Wo.)DE | — | CH42 (8 Wo.)CH | UK42 Silber · (6 Wo.)UK | US10 Platin · (39 Wo.)US | R&B1 (42 Wo.)R&B | Erstveröffentlichung: 22. Juni 1999 Verkäufe: + 1.060.000     |
| 2001 | Miss E… So Addictive Elektra Records (WEA) | DE12 (19 Wo.)DE | AT23 (17 Wo.)AT | CH16 (23 Wo.)CH | UK10 Platin · (42 Wo.)UK | US2 Platin · (43 Wo.)US | R&B1 (47 Wo.)R&B | Erstveröffentlichung: 15. Mai 2001 Verkäufe: + 5.400.000      |
| 2002 | Under Construction Elektra Records (WEA)   | DE19 (18 Wo.)DE | — | CH26 (12 Wo.)CH | UK23 Gold · (30 Wo.)UK | US3 ×2Doppelplatin · (35 Wo.)US | R&B2 (43 Wo.)R&B | Erstveröffentlichung: 12. November 2002 Verkäufe: + 3.300.000 |
| 2003 | This Is Not a Test Elektra Records (WEA)   | DE37 (7 Wo.)DE | AT67 (2 Wo.)AT | CH25 (7 Wo.)CH | UK49 Gold · (10 Wo.)UK | US13 Platin · (19 Wo.)US | R&B3 (21 Wo.)R&B | Erstveröffentlichung: 25. November 2003 Verkäufe: + 1.142.500 |
| 2005 | The Cookbook Atlantic Records (WEA)        | DE19 (10 Wo.)DE | AT34 (9 Wo.)AT | CH8 (11 Wo.)CH | UK33 (6 Wo.)UK | US2 Platin · (17 Wo.)US | R&B2 (22 Wo.)R&B | Erstveröffentlichung: 5. Juli 2005 Verkäufe: + 1.007.500      |

### Kompilationen
| Jahr | Titel Musiklabel                    | Höchstplatzierung, Gesamtwochen, AuszeichnungChartplatzierungen (Jahr, Titel, Musiklabel, Platzierungen, Wochen, Auszeichnungen, Anmerkungen) | Höchstplatzierung, Gesamtwochen, AuszeichnungChartplatzierungen (Jahr, Titel, Musiklabel, Platzierungen, Wochen, Auszeichnungen, Anmerkungen) | Höchstplatzierung, Gesamtwochen, AuszeichnungChartplatzierungen (Jahr, Titel, Musiklabel, Platzierungen, Wochen, Auszeichnungen, Anmerkungen) | Höchstplatzierung, Gesamtwochen, AuszeichnungChartplatzierungen (Jahr, Titel, Musiklabel, Platzierungen, Wochen, Auszeichnungen, Anmerkungen) | Höchstplatzierung, Gesamtwochen, AuszeichnungChartplatzierungen (Jahr, Titel, Musiklabel, Platzierungen, Wochen, Auszeichnungen, Anmerkungen) | Höchstplatzierung, Gesamtwochen, AuszeichnungChartplatzierungen (Jahr, Titel, Musiklabel, Platzierungen, Wochen, Auszeichnungen, Anmerkungen) | Anmerkungen                                                 |
| Jahr | Titel Musiklabel                    | DE | AT | CH | UK | US | R&B | Anmerkungen                                                 |
| ---- | ----------------------------------- | --- | --- | --- | --- | --- | --- | ----------------------------------------------------------- |
| 2006 | Respect M.E. Atlantic Records (WEA) | DE40 (4 Wo.)DE | AT42 (4 Wo.)AT | CH25 (6 Wo.)CH | UK7 Gold · (7 Wo.)UK | — | — | Erstveröffentlichung: 4. September 2006 Verkäufe: + 115.000 |

### EPs
| Jahr | Titel Musiklabel                 | Höchstplatzierung, Gesamtwochen, AuszeichnungChartplatzierungen (Jahr, Titel, Musiklabel, Platzierungen, Wochen, Auszeichnungen, Anmerkungen) | Höchstplatzierung, Gesamtwochen, AuszeichnungChartplatzierungen (Jahr, Titel, Musiklabel, Platzierungen, Wochen, Auszeichnungen, Anmerkungen) | Höchstplatzierung, Gesamtwochen, AuszeichnungChartplatzierungen (Jahr, Titel, Musiklabel, Platzierungen, Wochen, Auszeichnungen, Anmerkungen) | Höchstplatzierung, Gesamtwochen, AuszeichnungChartplatzierungen (Jahr, Titel, Musiklabel, Platzierungen, Wochen, Auszeichnungen, Anmerkungen) | Höchstplatzierung, Gesamtwochen, AuszeichnungChartplatzierungen (Jahr, Titel, Musiklabel, Platzierungen, Wochen, Auszeichnungen, Anmerkungen) | Höchstplatzierung, Gesamtwochen, AuszeichnungChartplatzierungen (Jahr, Titel, Musiklabel, Platzierungen, Wochen, Auszeichnungen, Anmerkungen) | Anmerkungen                           |
| Jahr | Titel Musiklabel                 | DE | AT | CH | UK | US | R&B | Anmerkungen                           |
| ---- | -------------------------------- | --- | --- | --- | --- | --- | --- | ------------------------------------- |
| 2019 | Iconology Atlantic Records (WEA) | — | — | CH68 (1 Wo.)CH | — | US24 (1 Wo.)US | — | Erstveröffentlichung: 23. August 2019 |

## Singles

### Als Leadmusikerin
| Jahr | Titel Album                                        | Höchstplatzierung, Gesamtwochen, AuszeichnungChartplatzierungen (Jahr, Titel, Album, Platzierungen, Wochen, Auszeichnungen, Anmerkungen) | Höchstplatzierung, Gesamtwochen, AuszeichnungChartplatzierungen (Jahr, Titel, Album, Platzierungen, Wochen, Auszeichnungen, Anmerkungen) | Höchstplatzierung, Gesamtwochen, AuszeichnungChartplatzierungen (Jahr, Titel, Album, Platzierungen, Wochen, Auszeichnungen, Anmerkungen) | Höchstplatzierung, Gesamtwochen, AuszeichnungChartplatzierungen (Jahr, Titel, Album, Platzierungen, Wochen, Auszeichnungen, Anmerkungen) | Höchstplatzierung, Gesamtwochen, AuszeichnungChartplatzierungen (Jahr, Titel, Album, Platzierungen, Wochen, Auszeichnungen, Anmerkungen) | Höchstplatzierung, Gesamtwochen, AuszeichnungChartplatzierungen (Jahr, Titel, Album, Platzierungen, Wochen, Auszeichnungen, Anmerkungen) | Anmerkungen                                                                                     |
| Jahr | Titel Album                                        | DE | AT | CH | UK | US | R&B | Anmerkungen                                                                                     |
| --- | -------------------------------------------------- | --- | --- | --- | --- | --- | --- | ----------------------------------------------------------------------------------------------- |
| 1997 | The Rain (Supa Dupa Fly) Supa Dupa Fly             | — | — | — | UK16 (3 Wo.)UK | — | — | Erstveröffentlichung: 2. Juli 1997                                                              |
| 1997 | Sock It 2 Me Supa Dupa Fly                         | DE41 (11 Wo.)DE | — | — | UK33 (2 Wo.)UK | US12 Gold · (20 Wo.)US | R&B4 (22 Wo.)R&B | Erstveröffentlichung: 21. September 1997 Verkäufe: + 500.000; feat. Da Brat                     |
| 1998 | Beep Me 911 Supa Dupa Fly                          | — | — | — | UK14 (3 Wo.)UK | — | — | Erstveröffentlichung: 23. März 1998 feat. 702 und Magoo                                         |
| 1998 | Hit ’Em wit da Hee Supa Dupa Fly                   | DE63 (4 Wo.)DE | — | — | UK25 (3 Wo.)UK | — | — | Erstveröffentlichung: 10. August 1998 feat. Lil’ Kim, Timbaland und Motcha                      |
| 1999 | She’s a Bitch Da Real World                        | DE84 (1 Wo.)DE | — | — | — | US90 (6 Wo.)US | R&B30 (20 Wo.)R&B | Erstveröffentlichung: 20. April 1999                                                            |
| 1999 | All N My Grill Da Real World                       | DE22 (12 Wo.)DE | — | CH23 (11 Wo.)CH | UK20 (4 Wo.)UK | US64 (14 Wo.)US | R&B16 (22 Wo.)R&B | Erstveröffentlichung: 13. September 1999 Verkäufe: + 125.000; feat. Nicole Wray und MC Solaar   |
| 1999 | Hot Boyz Da Real World                             | DE52 (7 Wo.)DE | — | — | UK18 (3 Wo.)UK | US5 Platin · (21 Wo.)US | R&B1 (35 Wo.)R&B | Erstveröffentlichung: 9. November 1999 Verkäufe: + 1.000.000; feat. Lil’ Mo, Nas, Eve und Q-Tip |
| 2001 | Get Ur Freak On Miss E… So Addictive               | DE19 (12 Wo.)DE | AT44 (11 Wo.)AT | CH16 (15 Wo.)CH | UK4 Platin · (15 Wo.)UK | US7 ×2Doppelplatin · (25 Wo.)US | R&B3 (36 Wo.)R&B | Erstveröffentlichung: 13. März 2001 Verkäufe: + 2.600.000                                       |
| 2001 | One Minute Man Miss E… So Addictive                | DE38 (9 Wo.)DE | — | CH92 (11 Wo.)CH | UK10 (10 Wo.)UK | US15 (21 Wo.)US | R&B8 (20 Wo.)R&B | Erstveröffentlichung: 22. Juni 2001 feat. Ludacris und Trina                                    |
| 2001 | Lick Shots Miss E… So Addictive                    | — | — | — | — | — | R&B63 (15 Wo.)R&B | Erstveröffentlichung: 1. Mai 2001                                                               |
| 2001 | Take Away Miss E… So Addictive                     | DE96 (2 Wo.)DE | — | — | — | US45 (20 Wo.)US | R&B13 (25 Wo.)R&B | Erstveröffentlichung: 5. November 2001 feat. Ginuwine und Tweet                                 |
| 2002 | 4 My People Miss E… So Addictive                   | DE21 (10 Wo.)DE | AT40 (9 Wo.)AT | CH40 (13 Wo.)CH | UK5 Silber · (14 Wo.)UK | — | — | Erstveröffentlichung: 25. März 2002 Verkäufe: + 200.000; feat. Eve                              |
| 2002 | Work It Under Construction                         | DE32 (9 Wo.)DE | — | CH14 (16 Wo.)CH | UK6 Platin · (10 Wo.)UK | US2 ×3Dreifachplatin · (26 Wo.)US | R&B1 (30 Wo.)R&B | Erstveröffentlichung: 16. September 2002 Verkäufe: + 3.695.000                                  |
| 2002 | Gossip Folks Under Construction                    | DE28 (9 Wo.)DE | — | CH50 (8 Wo.)CH | UK9 (9 Wo.)UK | US8 (20 Wo.)US | R&B5 (20 Wo.)R&B | Erstveröffentlichung: 9. Dezember 2002 feat. Ludacris                                           |
| 2003 | Pussycat Under Construction                        | — | — | — | — | US77 (5 Wo.)US | R&B26 (20 Wo.)R&B | Erstveröffentlichung: 2003                                                                      |
| 2003 | Fighting Temptation The Fighting Temptations (OST) | DE54 (7 Wo.)DE | — | CH42 (6 Wo.)CH | — | — | — | Erstveröffentlichung: 5. Juli 2003 Beyoncé, Missy Elliott & MC Lyte                             |
| 2003 | Pass That Dutch This Is Not a Test!                | DE55 (8 Wo.)DE | — | CH31 (10 Wo.)CH | UK10 (11 Wo.)UK | US27 (15 Wo.)US | R&B17 (20 Wo.)R&B | Erstveröffentlichung: 29. September 2003                                                        |
| 2004 | I’m Really Hot This Is Not a Test!                 | — | — | CH73 (2 Wo.)CH | UK22 (6 Wo.)UK | US59 (10 Wo.)US | R&B26 (17 Wo.)R&B | Erstveröffentlichung: 23. März 2004                                                             |
| 2005 | Lose Control The Cookbook                          | DE25 (16 Wo.)DE | AT70 (1 Wo.)AT | CH21 (17 Wo.)CH | UK7 Silber · (13 Wo.)UK | US3 ×3Dreifachplatin · (28 Wo.)US | R&B6 (26 Wo.)R&B | Erstveröffentlichung: 23. Mai 2005 Verkäufe: + 3.205.000; feat. Ciara und Fatman Scoop          |
| 2005 | Teary Eyed The Cookbook                            | DE64 (5 Wo.)DE | — | CH38 (6 Wo.)CH | UK47 (2 Wo.)UK | — | — | Erstveröffentlichung: 12. September 2005                                                        |
| 2006 | We Run This The Cookbook                           | DE73 (4 Wo.)DE | — | — | UK38 (5 Wo.)UK | US48 (5 Wo.)US | — | Erstveröffentlichung: 21. Februar 2006                                                          |
| 2008 | Ching-a-Ling Step Up to the Streets (OST)          | DE85 (5 Wo.)DE | — | — | — | US60 (9 Wo.)US | R&B28 (18 Wo.)R&B | Erstveröffentlichung: 22. Januar 2008                                                           |
| 2008 | Shake Your Pom Pom Step Up to the Streets (OST)    | — | — | — | — | US95 (1 Wo.)US | — | Erstveröffentlichung: 4. März 2008                                                              |
| 2015 | WTF (Where They From) –                            | DE82 (1 Wo.)DE | — | — | UK66 (2 Wo.)UK | US22 Platin · (14 Wo.)US | R&B8 (16 Wo.)R&B | Erstveröffentlichung: 12. November 2015 Verkäufe: + 1.000.000; feat. Pharrell Williams          |
| 2017 | I’m Better –                                       | — | — | — | — | US71 (1 Wo.)US | R&B28 (1 Wo.)R&B | Erstveröffentlichung: 27. Januar 2017 feat. Lamb                                                |
| Folgende Lieder erschienen nicht als Single, wurden aber durch das Album zum Download und Streaming bereitgestellt und konnten somit eine Platzierung erlangen: |                                                    | | | | | | |                                                                                                 |
| |                                                    | | | | | | |                                                                                                 |
| 2003 | Back in the Day Under Construction                 | — | — | — | — | — | R&B86 (7 Wo.)R&B | Erstveröffentlichung: 8. Februar 2003 feat. Jay-Z                                               |
| 2008 | Best, Best –                                       | — | — | — | — | — | R&B94 (3 Wo.)R&B | Erstveröffentlichung: 13. Juni 2008                                                             |

### Als Gastmusikerin
| Jahr | Titel Album                                                                   | Höchstplatzierung, Gesamtwochen, AuszeichnungChartplatzierungen (Jahr, Titel, Album, Platzierungen, Wochen, Auszeichnungen, Anmerkungen) | Höchstplatzierung, Gesamtwochen, AuszeichnungChartplatzierungen (Jahr, Titel, Album, Platzierungen, Wochen, Auszeichnungen, Anmerkungen) | Höchstplatzierung, Gesamtwochen, AuszeichnungChartplatzierungen (Jahr, Titel, Album, Platzierungen, Wochen, Auszeichnungen, Anmerkungen) | Höchstplatzierung, Gesamtwochen, AuszeichnungChartplatzierungen (Jahr, Titel, Album, Platzierungen, Wochen, Auszeichnungen, Anmerkungen) | Höchstplatzierung, Gesamtwochen, AuszeichnungChartplatzierungen (Jahr, Titel, Album, Platzierungen, Wochen, Auszeichnungen, Anmerkungen) | Höchstplatzierung, Gesamtwochen, AuszeichnungChartplatzierungen (Jahr, Titel, Album, Platzierungen, Wochen, Auszeichnungen, Anmerkungen) | Anmerkungen |
| Jahr | Titel Album                                                                   | DE | AT | CH | UK | US | R&B | Anmerkungen |
| ---- | ----------------------------------------------------------------------------- | --- | --- | --- | --- | --- | --- | --- |
| 1993 | That’s What Little Girls Are Made Of Here’s to New Dreams                     | — | — | — | — | US68 (8 Wo.)US | — | Erstveröffentlichung: 15. April 1993 Raven-Symoné feat. Missy Elliott                                                     |
| 1997 | Can We Release Some Tension                                                   | — | — | — | — | US75 (15 Wo.)US | — | Erstveröffentlichung: 11. Februar 1997 Missy Elliott & SWV                                                                |
| 1997 | Not Tonight (Remix) Hard Core                                                 | DE99 (1 Wo.)DE | — | — | UK11 (5 Wo.)UK | US6 Platin · (21 Wo.)US | — | Erstveröffentlichung: 24. Juni 1997 Verkäufe: + 1.005.000; Missy Elliott, Lil Kim, Da Brat, Left-Eye feat. Angie Martinez |
| 1997 | Cold Rock a Party Bad as I Wanna B                                            | DE15 (15 Wo.)DE | — | — | — | US11 Gold · (20 Wo.)US | — | Erstveröffentlichung: 12. November 1996 Verkäufe: + 500.000; MC Lyte feat. Missy Elliott                                  |
| 1998 | Make It Hot                                                                   | — | — | — | UK22 (4 Wo.)UK | US5 Gold · (23 Wo.)US | R&B2 (27 Wo.)R&B | Erstveröffentlichung: 12. Mai 1998 Verkäufe: + 500.000; Nicole Wray feat. Missy Elliott & Motcha                          |
| 1998 | Up Jumps Da Boogie Welcome to Our World                                       | — | — | — | — | US12 Gold · (20 Wo.)US | — | Erstveröffentlichung: 11. Juli 1997 Verkäufe: + 500.000; Timbaland, Magoo & Aaliyah feat. Missy Elliott                   |
| 1998 | Trippin’ Kim, Keisha & Pam                                                    | — | — | — | — | US7 Gold · (20 Wo.)US | R&B3 (22 Wo.)R&B | Erstveröffentlichung: 17. Oktober 1998 Verkäufe: + 500.000; Total feat. Missy Elliott                                     |
| 1998 | I Want You Back Hot                                                           | DE37 (12 Wo.)DE | — | CH25 (9 Wo.)CH | UK1 Silber · (15 Wo.)UK | — | — | Erstveröffentlichung: 14. September 1998 Verkäufe: + 200.000; Melanie B feat. Missy Elliott                               |
| 1998 | Here We Come Tim’s Bio: Life from the Bassment                                | — | — | — | UK43 (2 Wo.)UK | US92 (4 Wo.)US | R&B54 (5 Wo.)R&B | Erstveröffentlichung: 17. November 1998 Timbaland, Missy Elliott feat. Magoo                                              |
| 1999 | I Like Control The Professional                                               | — | — | — | — | — | R&B81 (5 Wo.)R&B | Erstveröffentlichung: 13. Februar 1999 DJ Clue, Nicole Wray & Mocha feat. Missy Elliott                                   |
| 1999 | Ya Di Ya If You Only Knew                                                     | DE85 (4 Wo.)DE | — | — | — | — | R&B38 (9 Wo.)R&B | Erstveröffentlichung: 14. September 1999 Gina Thompson feat. Missy Elliott                                                |
| 2000 | Take That The Life I Live                                                     | — | — | — | — | US86 (7 Wo.)US | R&B14 (19 Wo.)R&B | Erstveröffentlichung: 6. Juni 2000 Torrey Carter feat. Missy Elliott                                                      |
| 2000 | Is That Yo Chick? The Understanding                                           | — | — | — | — | US68 (13 Wo.)US | R&B18 (20 Wo.)R&B | Erstveröffentlichung: 12. September 2000 Memphis Bleek feat. Missy Elliott & Jay-Z                                        |
| 2001 | Son of a Gun (I Betcha Think This Song Is About You) All for You              | DE69 (6 Wo.)DE | — | CH56 (7 Wo.)CH | UK13 (11 Wo.)UK | US28 (12 Wo.)US | R&B26 (19 Wo.)R&B | Erstveröffentlichung: 26. November 2001 Janet Jackson feat. Carly Simon, Missy Elliott & P. Diddy                         |
| 2002 | Oops (Oh My) Southern Hummingbird                                             | DE23 (9 Wo.)DE | — | CH36 (9 Wo.)CH | UK5 Silber · (10 Wo.)UK | US7 Gold · (20 Wo.)US | — | Erstveröffentlichung: 11. Januar 2002 Verkäufe: + 700.000; Tweet feat. Missy Elliott                                      |
| 2002 | The Knoc L.A. Confidential Presents: Knoc-turn’al                             | — | — | — | — | US98 (3 Wo.)US | R&B67 (8 Wo.)R&B | Erstveröffentlichung: 19. Februar 2002 Knoc-turn’al & Dr. Dre feat. Missy Elliott                                         |
| 2002 | Burnin’ Up Faithfully                                                         | — | — | — | — | US60 (15 Wo.)US | R&B19 (21 Wo.)R&B | Erstveröffentlichung: 15. März 2002 Faith Evans & Missy Elliott                                                           |
| 2002 | Crew Deep I Ain’t Mad No More                                                 | — | — | — | — | — | R&B83 (10 Wo.)R&B | Erstveröffentlichung: 20. August 2002 Skillz & Kandi Burruss feat. Missy Elliott                                          |
| 2003 | Cop That Shit Under Construction, Part II                                     | — | — | CH82 (3 Wo.)CH | UK22 (3 Wo.)UK | US95 (2 Wo.)US | R&B49 (14 Wo.)R&B | Erstveröffentlichung: 29. September 2003 Timbaland & Magoo feat. Missy Elliott                                            |
| 2003 | Party to Damascus The Preacher’s Son                                          | DE65 (10 Wo.)DE | — | — | — | US65 (9 Wo.)US | R&B34 (17 Wo.)R&B | Erstveröffentlichung: 30. September 2003 Wyclef Jean feat. Missy Elliott                                                  |
| 2004 | Tush The Pretty Toney Album                                                   | — | — | — | UK34 (3 Wo.)UK | — | R&B53 (12 Wo.)R&B | Erstveröffentlichung: 14. März 2004 Ghostface feat. Missy Elliott                                                         |
| 2004 | Car Wash Große Haie – Kleine Fische (OST)                                     | DE6 (15 Wo.)DE | AT11 (19 Wo.)AT | CH11 (23 Wo.)CH | UK4 Silber · (14 Wo.)UK | US63 (5 Wo.)US | — | Erstveröffentlichung: 30. August 2004 Verkäufe: + 240.000; Christina Aguilera feat. Missy Elliott                         |
| 2004 | 1, 2 Step Goodies                                                             | DE7 Gold · (15 Wo.)DE | AT42 (14 Wo.)AT | CH5 (27 Wo.)CH | UK3 Platin · (21 Wo.)UK | US2 ×5Fünffachplatin + Platin (Mastertone) · (39 Wo.)US                                                                                  | R&B4 (28 Wo.)R&B | Erstveröffentlichung: 5. Oktober 2004 Verkäufe: + 6.920.000; Ciara feat. Missy Elliott                                    |
| 2004 | Turn da Lights Off It’s Me Again                                              | — | — | — | UK29 (3 Wo.)UK | — | R&B39 (19 Wo.)R&B | Erstveröffentlichung: 1. November 2004 Tweet feat. Missy Elliott                                                          |
| 2006 | Love Me or Hate Me (Remix) Public Warning                                     | — | — | — | UK26 (8 Wo.)UK | US45 (9 Wo.)US | — | Erstveröffentlichung: 17. Oktober 2006 Lady Sovereign & Missy Elliott                                                     |
| 2007 | Let It Go Just Like You                                                       | DE72 (4 Wo.)DE | — | — | UK— SilberUK | US7 Platin · (23 Wo.)US | R&B1 (40 Wo.)R&B | Erstveröffentlichung: 19. Juni 1997 Verkäufe: + 1.200.000; Keyshia Cole feat. Missy Elliott & Lil’ Kim                    |
| 2008 | Whatcha Think About That Doll Domination                                      | — | — | — | UK9 Silber · (10 Wo.)UK | — | — | Erstveröffentlichung: 9. September 2008 Verkäufe: + 200.000; Pussycat Dolls feat. Missy Elliott                           |
| 2009 | Work Fantasy Ride                                                             | — | — | — | UK54 (4 Wo.)UK | — | — | Erstveröffentlichung: 24. Juli 2009 Ciara feat. Missy Elliott                                                             |
| 2009 | Fakin’ It What’s the 901?                                                     | — | — | — | — | — | R&B100 (2 Wo.)R&B | Erstveröffentlichung: 17. September 2009 K. Michelle & Missy Elliott                                                      |
| 2010 | Get Involved A Man’s Thoughts                                                 | DE35 (8 Wo.)DE | — | — | — | — | — | Erstveröffentlichung: 29. Januar 2010 Ginuwine & Timbaland feat. Missy Elliott                                            |
| 2012 | Nobody’s Perfect Cole World: The Sideline Story                               | — | — | — | — | US61 Gold · (19 Wo.)US | R&B3 (36 Wo.)R&B | Erstveröffentlichung: 7. Februar 2012 Verkäufe: + 500.000; Missy Elliott & J. Cole                                        |
| 2013 | How Ya Doin’? DNA                                                             | — | — | — | UK16 Silber · (10 Wo.)UK | — | — | Erstveröffentlichung: 15. April 2013 Verkäufe: + 235.000; mit Little Mix                                                  |
| 2013 | Without Me Side Effects of You                                                | — | — | — | — | US74 (2 Wo.)US | R&B26 (20 Wo.)R&B | Erstveröffentlichung: 17. April 2013 Fantasia & Kelly Rowland feat. Missy Elliott                                         |
| 2018 | Get It –                                                                      | — | — | — | — | — | — | Erstveröffentlichung: 2. Februar 2018 Busta Rhymes feat. Missy Elliott & Kelly Rowland                                    |
| 2018 | Level Up (Remix) –                                                            | DE— aDE | — | — | — | — | — | Erstveröffentlichung: 27. Juli 2018 Ciara feat. Missy Elliott & Fatman Scoop                                              |
| 2020 | Levitating (The Blessed Madonna Remix) Club Future Nostalgia: The Remix Album | DE— aDE | — | — | — | — | — | Erstveröffentlichung: 13. August 2020 Dua Lipa feat. Madonna & Missy Elliott                                              |
| 2019 | Tempo Cuz I Love You                                                          | — | — | — | — | US— PlatinUS | — | Erstveröffentlichung: 20. März 2019 Lizzo feat. Missy Elliott                                                             |
| 2022 | Nails –                                                                       | — | — | — | — | — | — | Erstveröffentlichung: 6. Oktober 2022 Noga Erez feat. Missy Elliott                                                       |
| 2023 | Fly Girl –                                                                    | — | — | — | UK38 (6 Wo.)UK | — | — | Erstveröffentlichung: 24. März 2023 Flo feat. Missy Elliott                                                               |

## Videoalben und Musikvideos

### Videoalben
| Jahr | Titel                            | Höchstplatzierung, Gesamtwochen, AuszeichnungChartplatzierungen (Jahr, Titel, Platzierungen, Wochen, Auszeichnungen, Anmerkungen) | Höchstplatzierung, Gesamtwochen, AuszeichnungChartplatzierungen (Jahr, Titel, Platzierungen, Wochen, Auszeichnungen, Anmerkungen) | Höchstplatzierung, Gesamtwochen, AuszeichnungChartplatzierungen (Jahr, Titel, Platzierungen, Wochen, Auszeichnungen, Anmerkungen) | Höchstplatzierung, Gesamtwochen, AuszeichnungChartplatzierungen (Jahr, Titel, Platzierungen, Wochen, Auszeichnungen, Anmerkungen) | Höchstplatzierung, Gesamtwochen, AuszeichnungChartplatzierungen (Jahr, Titel, Platzierungen, Wochen, Auszeichnungen, Anmerkungen) | Höchstplatzierung, Gesamtwochen, AuszeichnungChartplatzierungen (Jahr, Titel, Platzierungen, Wochen, Auszeichnungen, Anmerkungen) | Anmerkungen                |
| Jahr | Titel                            | DE | AT | CH | UK | US | R&B | Anmerkungen                |
| ---- | -------------------------------- | --- | --- | --- | --- | --- | --- | -------------------------- |
| 2001 | Hits of Miss E… The Videos Vol.1 | — | — | — | UK21 (2 Wo.)UK | — | — | Erstveröffentlichung: 2001 |

Weitere Videoalben
- 2001: Miss E… So Addictive
- 2005: Recipe of Hits: Music Video Anthology

### Musikvideos
| Jahr | Titel                             | Regie                      |
| ---- | --------------------------------- | -------------------------- |
| 1997 | The Rain (Supa Dupa Fly)          | Hype Williams              |
| 1997 | Sock It 2 Me                      | Hype Williams              |
| 1998 | Beep Me 911                       | Earle Sebastian            |
| 1998 | Hit ’Em wit da Hee                | Paul Hunter                |
| 1999 | She’s a Bitch                     | Hype Williams              |
| 1999 | All n My Grill                    | Hype Williams              |
| 1999 | Hot Boyz (Remix)                  | Hype Williams              |
| 2001 | Get Ur Freak On                   | Dave Meyers                |
| 2001 | One Minute Man (Remix)            | Dave Meyers                |
| 2001 | Take Away / 4 My People           | Dave Meyers                |
| 2002 | Work It                           | Dave Meyers, Missy Elliott |
| 2003 | Gossip Folks                      | Dave Meyers                |
| 2003 | Pass That Dutch                   | Dave Meyers                |
| 2004 | I’m Really Hot                    | Bryan Barber               |
| 2005 | Lose Control                      | Dave Meyers                |
| 2005 | Teary Eyed                        | Antti J, Missy Elliott     |
| 2006 | We Run This                       | Dave Meyers                |
| 2008 | Ching-a-Ling / Shake Your Pom Pom | Dave Meyers                |
| 2015 | W. T. F. (Where They From)        | Dave Meyers                |
| 2017 | I’m Better                        | Dave Meyers                |

## Statistik

### Chartauswertung
|                     | DE    | AT    | CH    | UK    | US    | R&B     |
| ------------------- | ----- | ----- | ----- | ----- | ----- | ------- |
| Nummer-eins-Alben   | DE—DE | AT—AT | CH—CH | UK—UK | US—US | R&B3R&B |
| Top-10-Alben        | DE—DE | AT—AT | CH1CH | UK2UK | US5US | R&B6R&B |
| Alben in den Charts | DE6DE | AT4AT | CH7CH | UK6UK | US7US | R&B6R&B |

|                       | DE     | AT    | CH     | UK     | US     | R&B      |
| --------------------- | ------ | ----- | ------ | ------ | ------ | -------- |
| Nummer-eins-Singles   | DE1DE  | AT—AT | CH1CH  | UK2UK  | US1US  | R&B3R&B  |
| Top-10-Singles        | DE3DE  | AT1AT | CH2CH  | UK14UK | US12US | R&B13R&B |
| Singles in den Charts | DE31DE | AT6AT | CH19CH | UK36UK | US42US | R&B40R&B |

|                          | DE    | AT    | CH    | UK    | US    | R&B     |
| ------------------------ | ----- | ----- | ----- | ----- | ----- | ------- |
| Nummer-eins-Videoalben   | DE—DE | AT—AT | CH—CH | UK—UK | US—US | R&B—R&B |
| Top-10-Videoalben        | DE—DE | AT—AT | CH—CH | UK—UK | US—US | R&B—R&B |
| Videoalben in den Charts | DE—DE | AT—AT | CH—CH | UK1UK | US—US | R&B—R&B |

### Auszeichnungen für Musikverkäufe
| Silberne Schallplatte - Frankreich - 1999: für die Single All N My Grill Goldene Schallplatte - Australien - 2003: für die Single Work It - 2003: für das Album Under Construction - 2004: für das Album This Is Not a Test - 2005: für die Single Car Wash - 2013: für die Single How Ya Doin’? - Frankreich - 2002: für das Album Miss E… So Addictive - 2023: für die Single Level Up (Remix) - Irland - 2006: für das Album Respect M.E. - Japan - 2003: für das Album Under Construction - Kanada - 2004: für das Album This Is Not a Test - 2006: für die Single 1, 2 Step - 2019: für die Single Tempo - Neuseeland - 1997: für die Single Not Tonight - 2004: für das Album This Is Not a Test - 2005: für die Single Car Wash - 2005: für die Single Lose Control - 2006: für das Album Respect M.E. - 2024: für das Album The Cookbook | Platin-Schallplatte - Australien - 2005: für die Single 1, 2 Step - Kanada - 2002: für das Album Miss E… So Addictive 2× Platin-Schallplatte - Neuseeland - 2024: für die Single Work It 3× Platin-Schallplatte - Neuseeland - 2024: für die Single 1, 2 Step |

Anmerkung: Auszeichnungen in Ländern aus den Charttabellen bzw. Chartboxen sind in ebendiesen zu finden.
| Land/RegionAuszeichnungen für Musikverkäufe (Land/Region, Auszeichnungen, Verkäufe, Quellen) | Silber       | Gold       | Platin       | Verkäufe   | Quellen                           |
| -------------------------------------------------------------------------------------------- | ------------ | ---------- | ------------ | ---------- | --------------------------------- |
| Australien (ARIA)                                                                            | —            | 5× Gold5   | Platin1      | 245.000    | aria.com.au                       |
| Deutschland (BVMI)                                                                           | —            | Gold1      | —            | 150.000    | musikindustrie.de                 |
| Frankreich (SNEP)                                                                            | Silber1      | 2× Gold2   | —            | 325.000    | snepmusique.com infodisc.fr       |
| Irland (IRMA)                                                                                | —            | Gold1      | —            | 7.500      | irishcharts.ie                    |
| Japan (RIAJ)                                                                                 | —            | Gold1      | —            | 100.000    | riaj.or.jp                        |
| Kanada (MC)                                                                                  | —            | 3× Gold3   | Platin1      | 200.000    | musiccanada.com                   |
| Neuseeland (RMNZ)                                                                            | —            | 6× Gold6   | 5× Platin5   | 187.500    | aotearoamusiccharts.co.nz NZ2 NZ3 |
| Vereinigte Staaten (RIAA)                                                                    | —            | 7× Gold7   | 26× Platin26 | 29.500.000 | riaa.com                          |
| Vereinigtes Königreich (BPI)                                                                 | 10× Silber10 | 3× Gold3   | 5× Platin5   | 4.720.000  | bpi.co.uk                         |
| Insgesamt                                                                                    | 11× Silber11 | 29× Gold29 | 38× Platin38 |            |                                   |